# Malmo
Malmo , mais conhecida como Malmö  ou Malmoe  ( PRONÚNCIA SUECA; em dinamarquês: Malmø) é a 3ª maior cidade da Suécia, depois de Estocolmo e Gotemburgo, e uma das maiores dos países nórdicos. É a capital tradicional da província histórica da Escânia (Skåne). É um grande polo industrial, comercial e portuário.                                                   

Está situada no sudoeste do país, e localizada no lado sueco do estreito de Öresund, em frente da cidade dinamarquesa de Copenhaga, à qual está ligada pela ponte do Öresund.                                                                       

Tem uma área de 69,34 km² e uma populacão de 362 133 habitantes (2023).

 
É a sede do município de Malmö, pertencente ao condado da Escânia.

É o centro da Área Metropolitana de Malmö, a qual faz parte da Região de Øresund, incluindo Malmo e Copenhaga.

## Etimologia
O topônimo Malmö deriva de malm (areia) e hög (monte), significando aproximadamente "monte de areia". Entre as primeiras formas registadas está Malmöghae (1170). 
Em textos em português costuma ser usada a forma original Malmö, e menos frequentemente a adaptação tipográfica Malmo ou a transliteração Malmoe. 
| “ | Conhecido por seus extensos parques e áreas verdes, a cidade de Malmö, tem o objetivo de se tornar uma “ecocidade”.                                 | ” |
|   | — Camille Arraes Rocha, Índice de qualidade ambiental de áreas utilizadas para a prática de atividades físicas e lazer na cidade de Fortaleza, CE.. |   |

## História
Malmo surge na Baixa Idade Média e era originalmente conhecida como Malmhaug (e variantes). Pertencia à Dinamarca e foi escriturada no século XIII. No fim do medievo, o comércio de arenque atraiu a atenção de mercadores hanseáticos de Lübeck, que ali se estabeleceram e chamaram-a de Elbogen (lit. "Cotovelo") devido a curva na costa naquele ponto. No século XIV, foi fundada a Igreja de São Pedro. Após sua união com a Suécia com o Tratado de Roskilde de 1658, sofreu acentuado declínio econômico causado pela perda de certos privilégios comerciais que gozou junto ao governo dinamarquês, as várias guerras entre Suécia e Dinamarca e suas precárias instalações portuárias. Cerca de 1730, residiam ali 282 pessoas. Com a construção de seu porto em 1775, passou por certa revitalização econômica, mas apenas sofreria um intenso desenvolvimento econômico com a chegada do trem após 1856. Desde meados do século XIX, Malmo é importante centro industrial e de transporte e hoje é a terceira maior cidade da Suécia. Até 1997, quando foi integrada ao condado da Escânia, era capital do condado do Castelo de Malmo, assim batizado em honra ao castelo homônimo (hoje um museu) fundado no século XVI.

## Comunicações
Malmö é atravessada pelas estradas europeias E6 (Trelleborg-Malmö-Gotemburgo), E20 (Malmö-Gotemburgo-Estocolmo) e E22 (Trelleborg-Malmö-Norrköping), sendo também o ponto de partida da E65 (Malmö-Ystad).

A cidade é um importante nó ferroviário, com ligações ferroviárias pela linha de Öresund (Öresundsbanan), ligando Malmö a Copenhaga, pela Södra stambanan (Linha do Sul), ligando Malmö a Estocolmo e pela Västkustbanan (Linha da Costa Oeste), conectando Malmö–Varberg–Gotemburgo.

Dispõe do Aeroporto de Malmö (Malmö Airport), perto de Svedala, a 30 km do centro da cidade, e do porto de Malmo (Malmö hamn), com ligações diárias a Travemünde, na Alemanha.
 
A ponte de Öresund, com quase 8 km de comprimento, liga direta e rapidamente Malmö a Copenhaga, no outo lado do estreito de Öresund. 

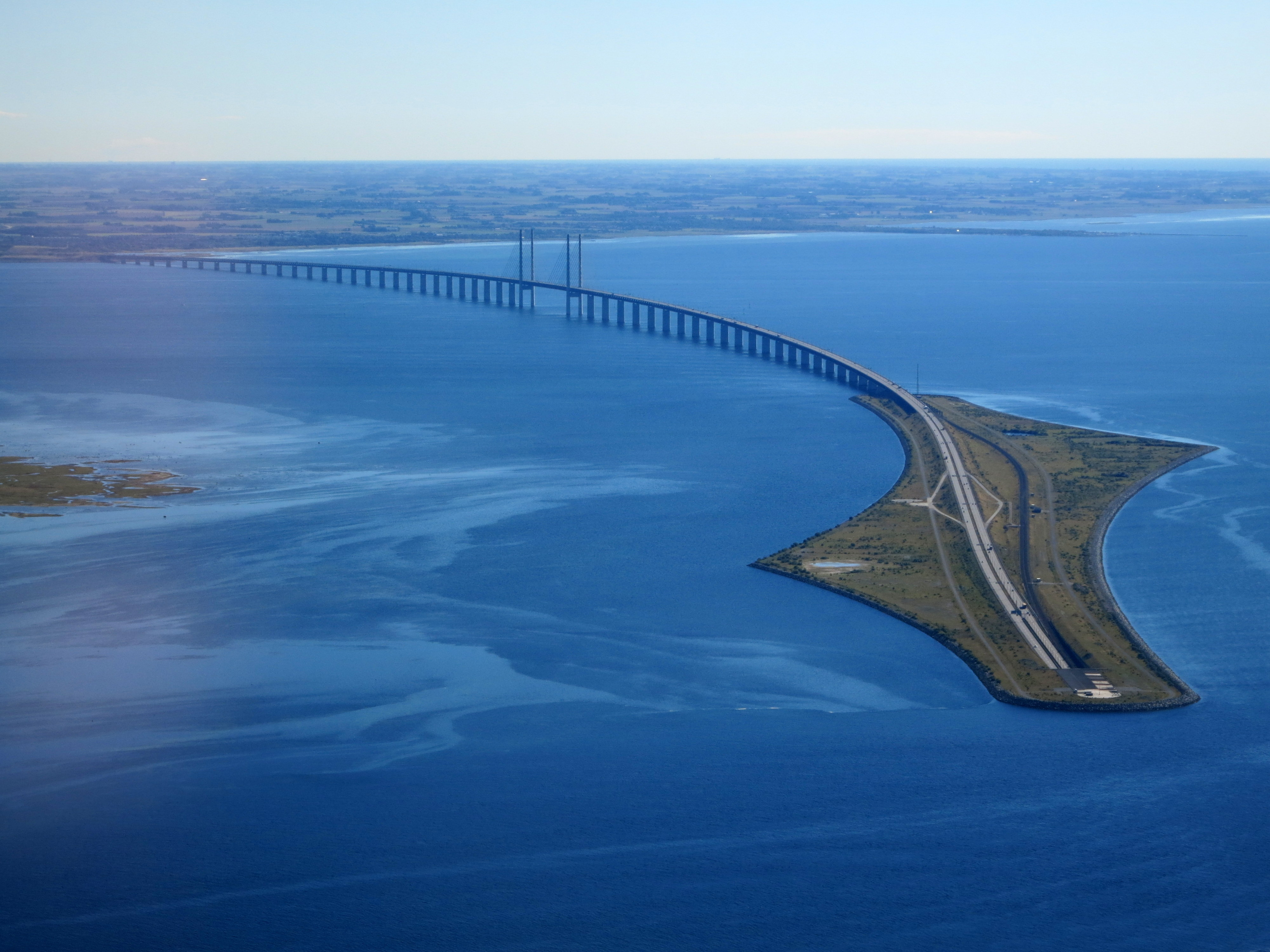
A ponte de Öresund, vista do lado dinamarquês

| - Estradas europeias: E6 (Trelleborg-Malmö-Gotemburgo), E20 (Malmö-Gotemburgo-Estocolmo), E22 (Trelleborg-Malmö-Norrköping), E65 (Malmö-Ystad) - Ferrovias: Linha de Öresund (Öresundsbanan; Malmö-Copenhaga, Södra stambanan (Linha do Sul; Estocolmo-Malmö, Västkustbanan (Linha da Costa Oeste; Gotemburgo–Varberg–Malmö - Aeroportos: Aeroporto de Malmö (Malmö Airport) a 30 km da cidade de Malmö - Pontes: Ponte de Öresund - Portos: Porto de Malmö (Malmö hamn) |

## Economia e transportes
O porto de Malmo transporta grandes quantidades de importados e exportados. Fábricas e armazéns foram feitos em aterros extensos no estreito de Öresund. Um aeroporto internacional fica a cerca de 31 quilômetros a leste, perto de Skurup, e Malmo está ligado a Copenhaga e à Zelândia pela ponte de Öresund, um sistema de pontes e túneis aberto em 2000. Essa ponte, com seus quase 16 quilômetros, é a maior ponte rodoferroviária do mundo, erigida ao custo de 5,7 bilhões de dólares, pagos meio a meio pelos dois países beneficiados; em sua inauguração estiveram presentes a rainha Margarida II e o rei Carlos XVI.

## Ensino
A cidade de Malmö possuí uma rede de escolas de ensino básico e secundário, e dispõe igualmente de educação de adultos (Komvux), ensino superior popular (folkhögskola), ensino técnico superior profissional (yrkeshögskola) e ensino superior.  

#### Universidades
- Universidade de Malmö (Malmö universitet)

#### Ensino técnico superior profissional
- Escola Técnica Superior Profissional de Malmö (Yrkeshögskolan Malmö stad )

#### Ensino popular para adultos
- Escola superior popular de Malmö (Malmö folkhögskola)

## Arquitetura
Entre 2001 e 2005, foi edificado ao custo de 145 milhões de euros um enorme edifício residencial chamado Turning Torso em Malmo. É o segundo mais elevado prédio desse tipo na Europa com 190 metros de altura, perdendo apenas para o Triumph-Palace de Moscou, com 264 metros. Faz um giro, uma torção de 90 graus, desde a planta térrea até a cobertura, sendo uma obra de arte e de elevada complexidade nos cálculos estruturais e na execução, considerando que é uma região de ventos inclementes e temperaturas que chegam a –20 Cº.

## Património turístico
Alguns pontos turísticos mais procurados atualmente são:

- Turning Torso (arranha-céus com 190 m de altura, no bairro de Västra hamnen)
- Castelo de Malmo (fortificação do {{séc|XVI}, no centro da cidade}
- Praça Möllevångstorget (praça popular no centro da cidade)

## Desporto
Entre os desportos mais populares na cidade estão o futebol – masculino e feminino - e o hóquei no gelo.

Como clubes mais cotados da cidade, podem ser apontados o Malmö FF (futebol), o FC Rosengård (futebol feminino) e o Malmö Redhawks (hóquei no gelo).

O Malmö Stadion (futebol), o Eleda stadion (futebol) e a Malmö Arena (hóquei no gelo) costumam ser indicadas entre as suas arenas desportivas mais importantes.   .

| - Clubes: - Malmö FF (futebol) - FC Rosengård (futebol feminino) - Malmö Redhawks (hóquei no gelo) - Arenas: - Malmö Stadion (futebol) - Eleda stadion (futebol) - Malmö Arena (hóquei no gelo) |

## Personalidades ligadas a Malmö
- Anita Ekberg (1931-2015), atriz
- Per Albin Hansson (1885-1946), político, primeiro-ministro da Suécia (1932-1946)
- Zlatan Ibrahimović (nascido em 1981), futebolista
- Lukas Moodysson (nascido em 1969), realizador de cinema

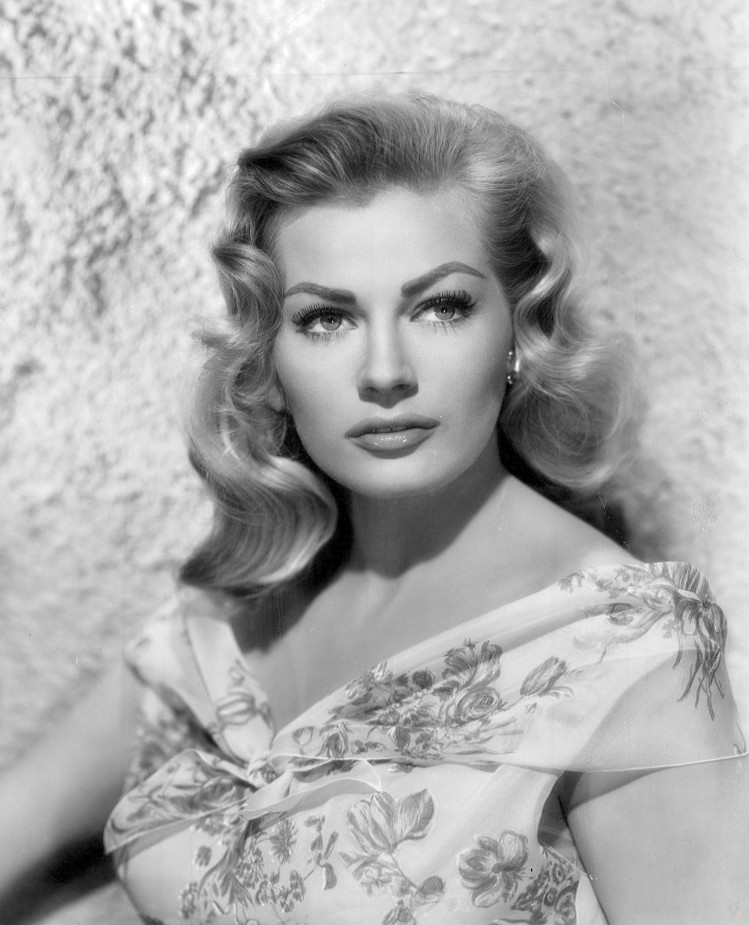
Anita Ekberg (1931-2015), atriz
- Lukas Moodysson (nascido em 1969), realizador de cinema
- Eva Rydberg (nascida em 1943), comediante, artista de revista
- Jan Troell (nascido em 1931), realizador de cinema
- Bo Widerberg (1930-1997), realizador de cinema
- The Cardigans, desde 1994, banda musical de pop-rock-punk
- Nina Persson (nascida em 1974), cantora e letrista dos The Cardigans
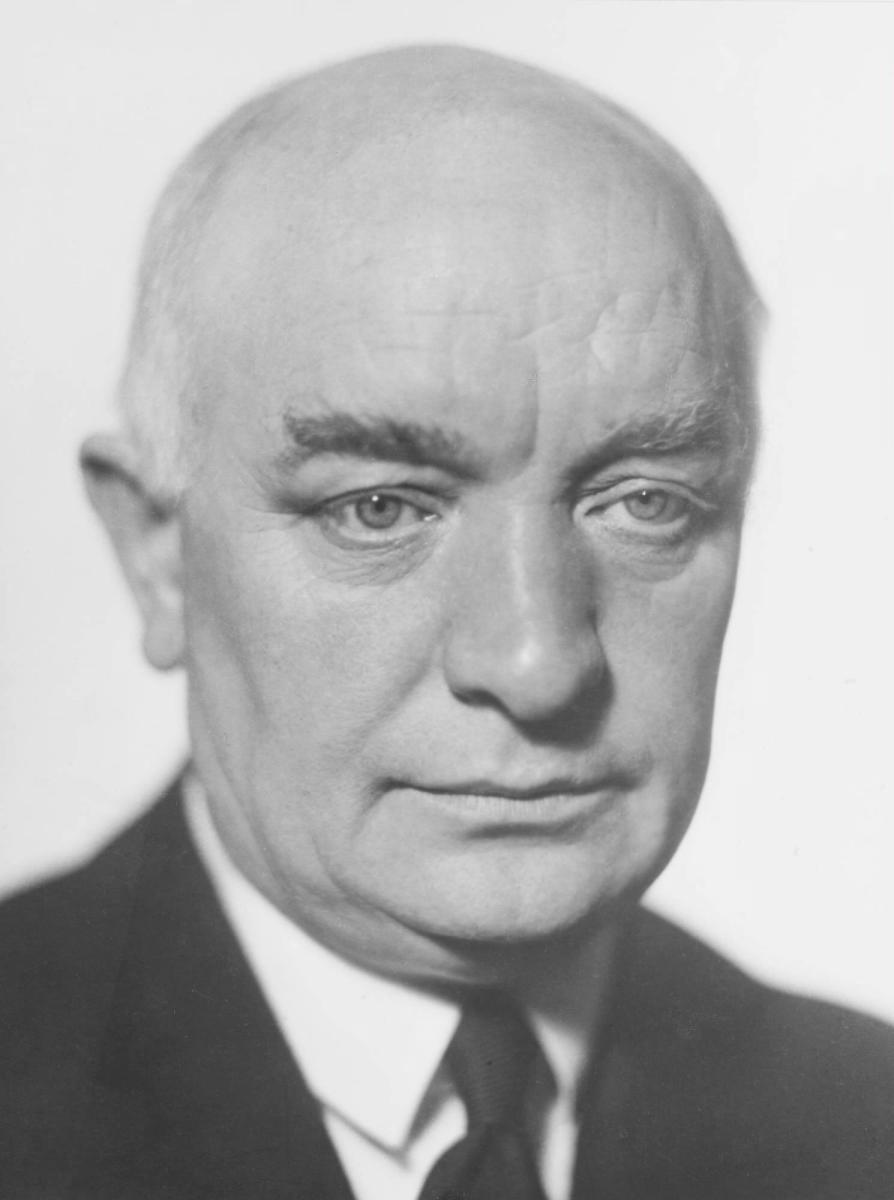
Per Albin Hansson (1885-1946), político, primeiro-ministro da Suécia (1932-1946)
- August Palm (1849-1922), político, fundador do Partido Social-Democrata Sueco
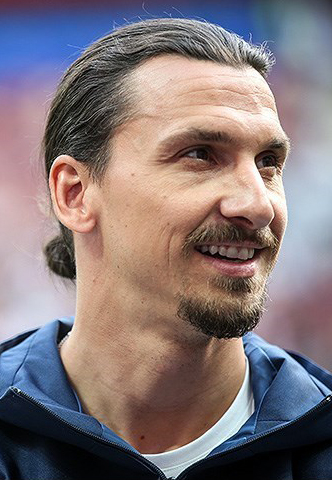
Zlatan Ibrahimović (nascido em 1981), futebolista
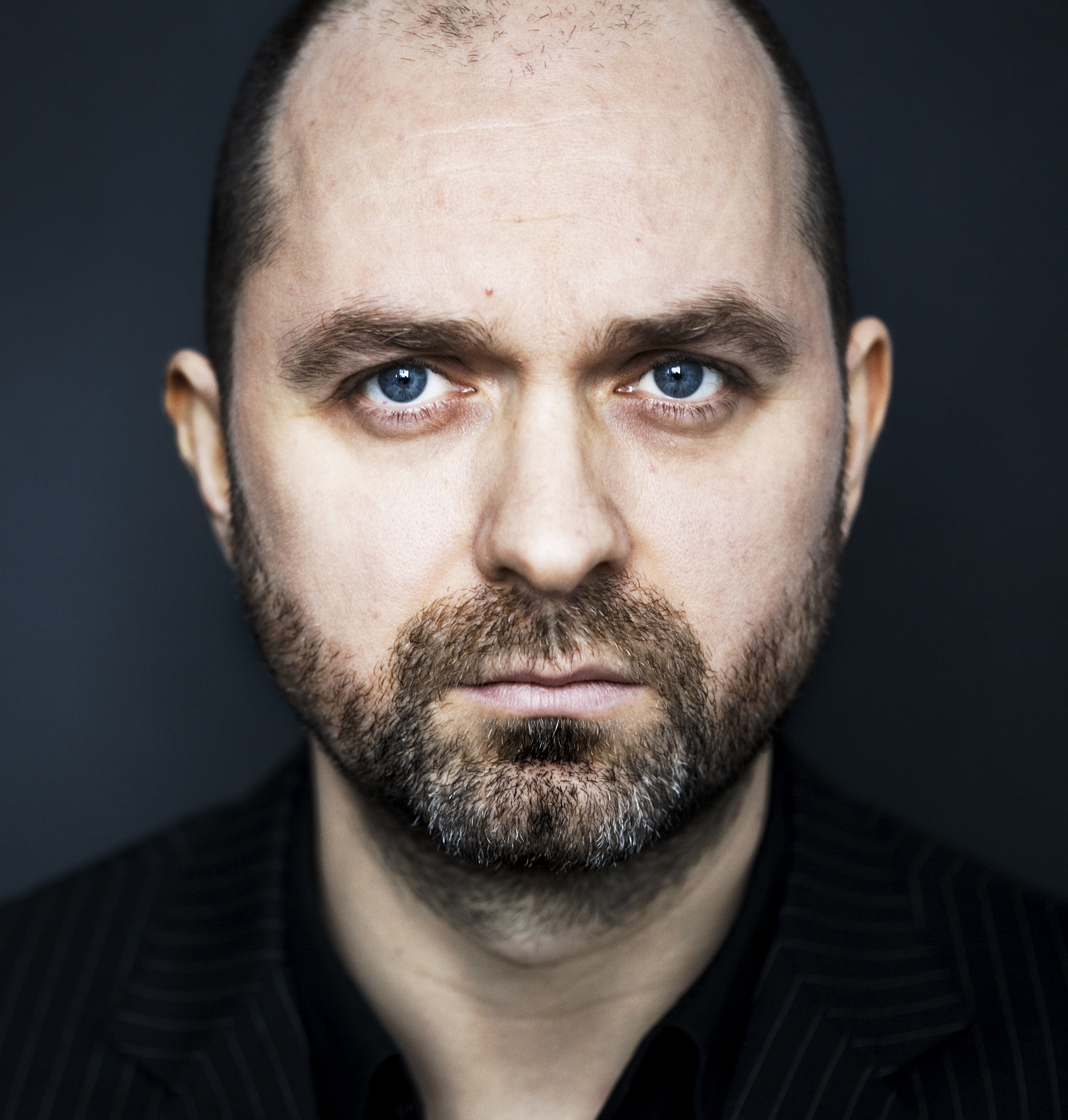
Lukas Moodysson (nascido em 1969), realizador de cinema

## Galeria

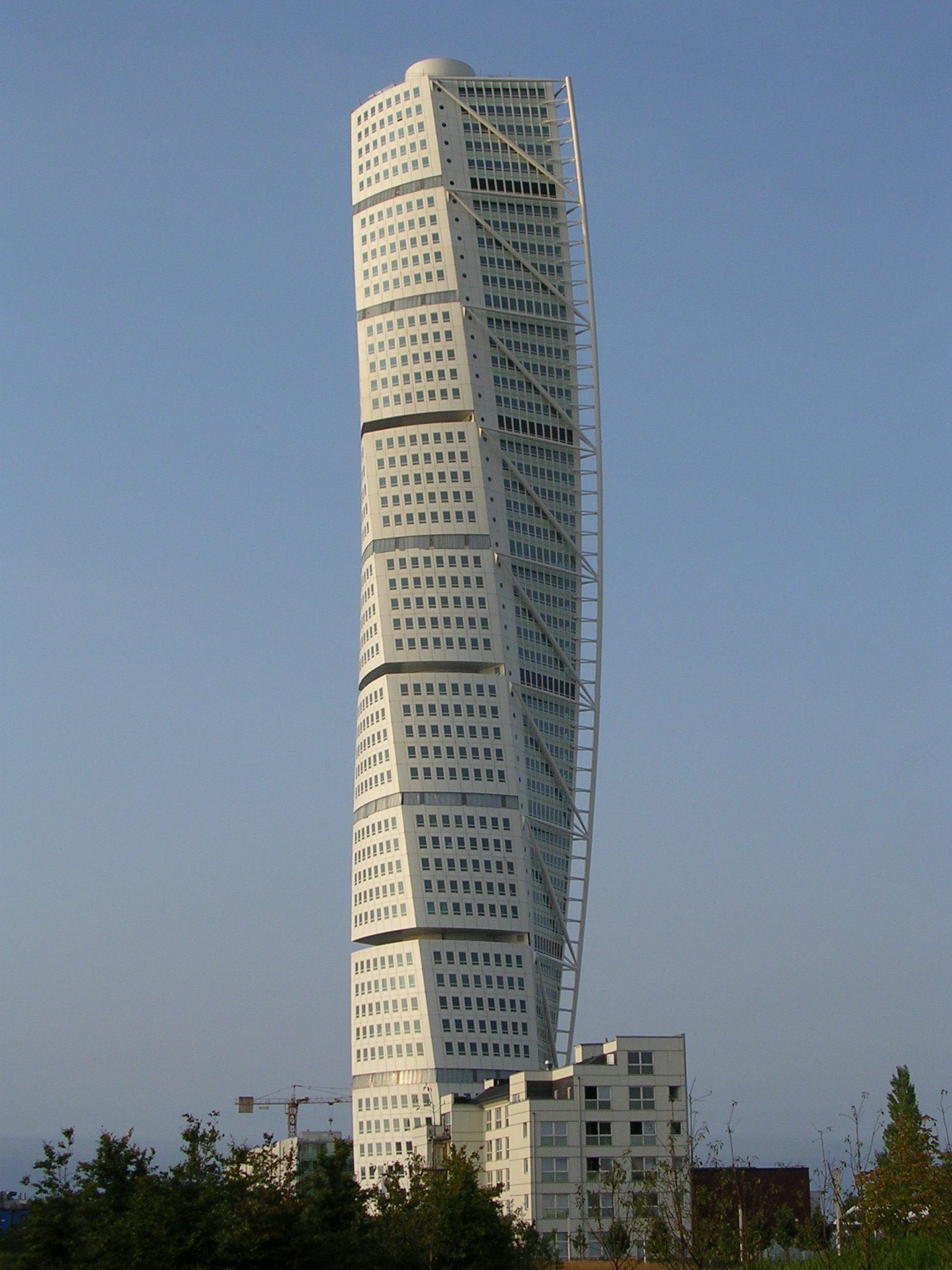
Turning Torso
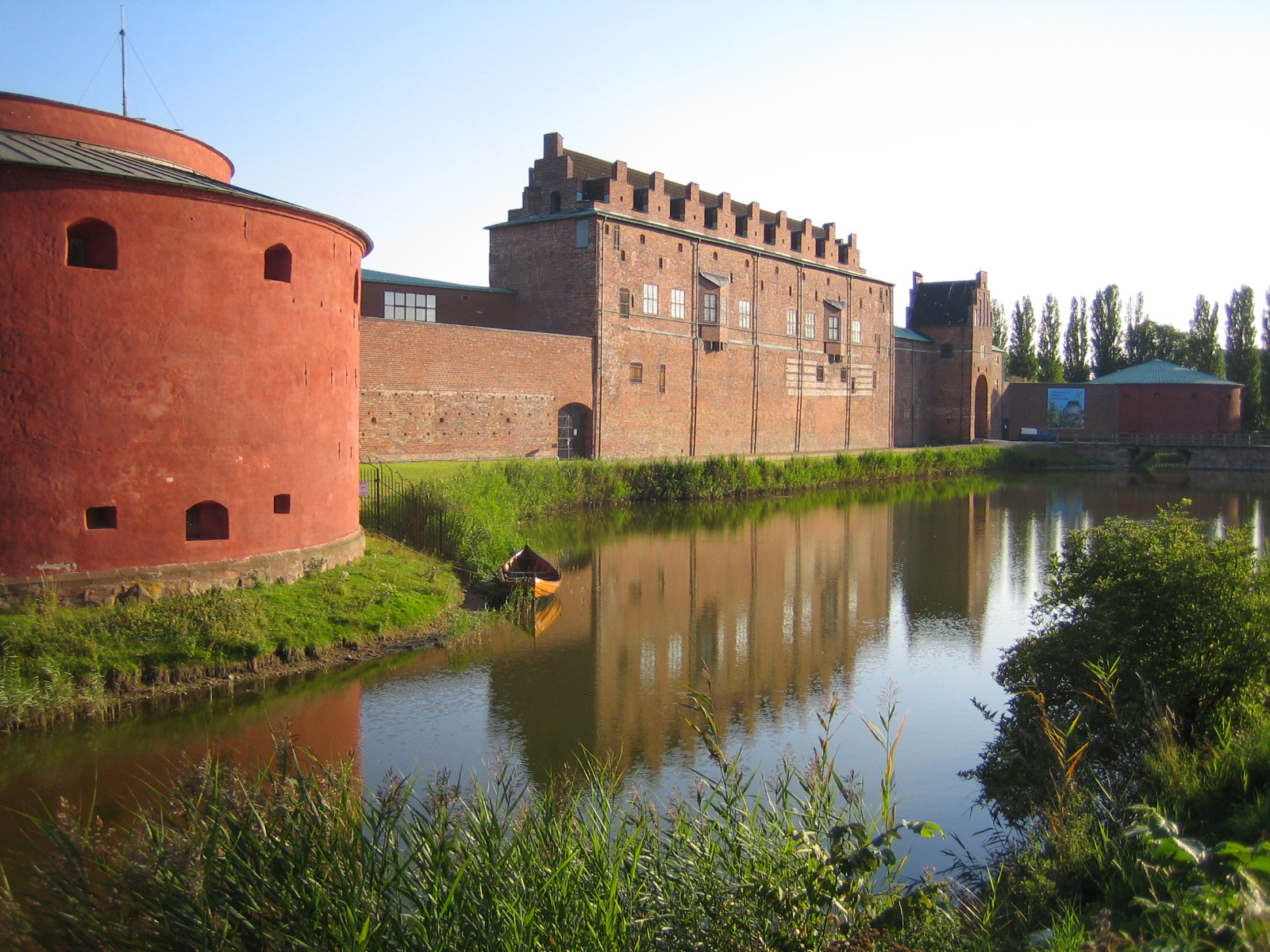
Castelo de Malmö
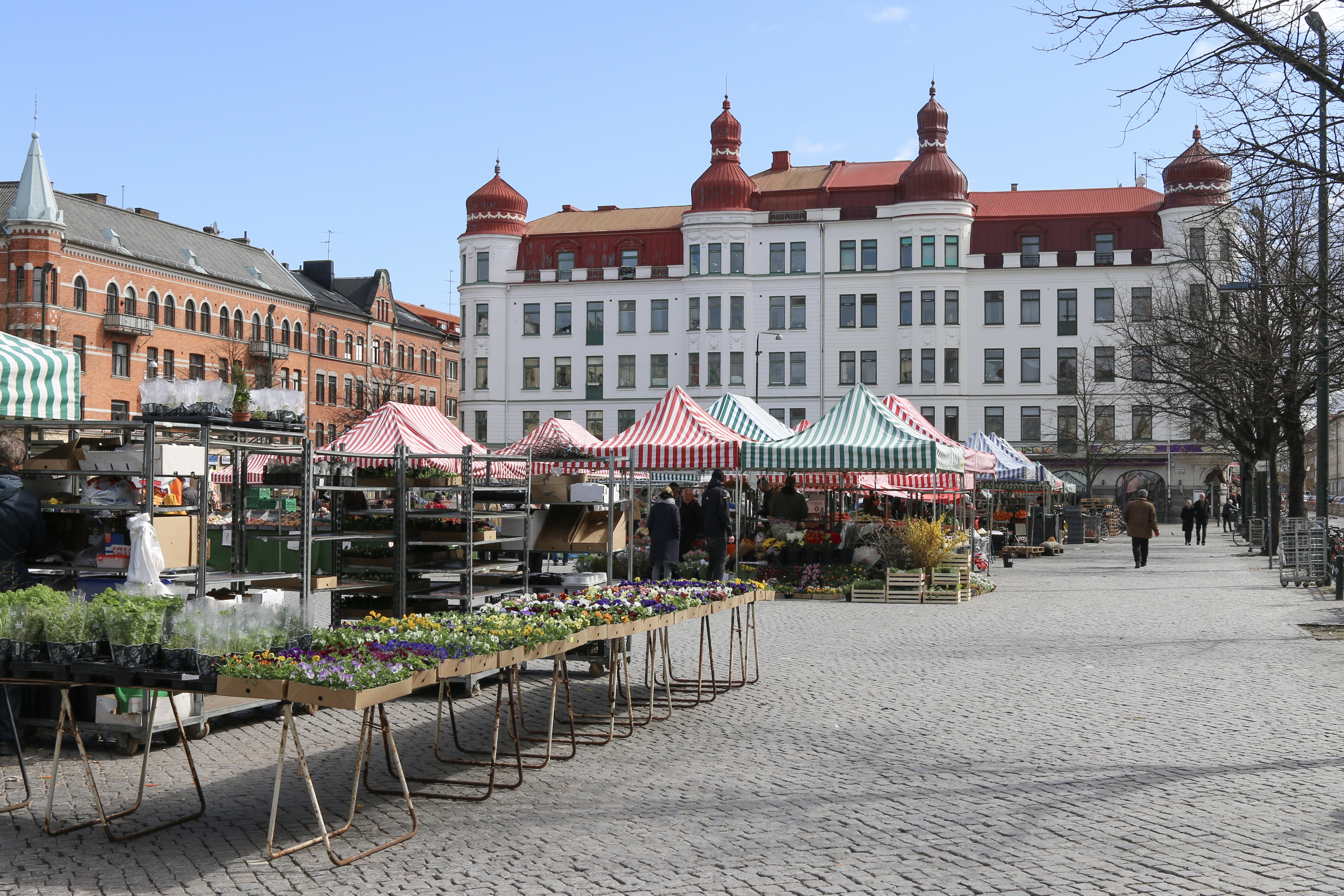
Praça Möllevångstorget
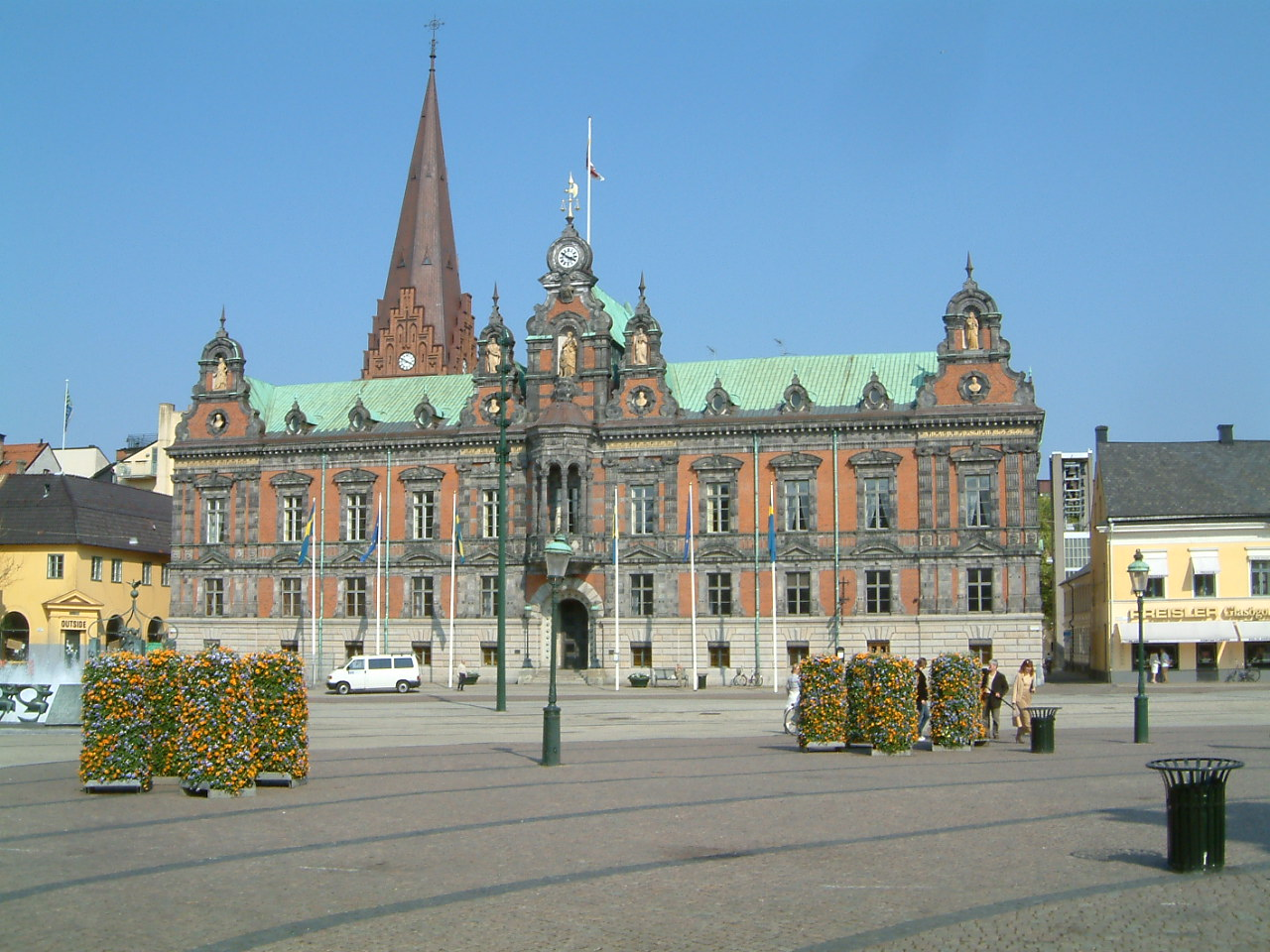
Câmara municipal/Prefeitura de Malmö
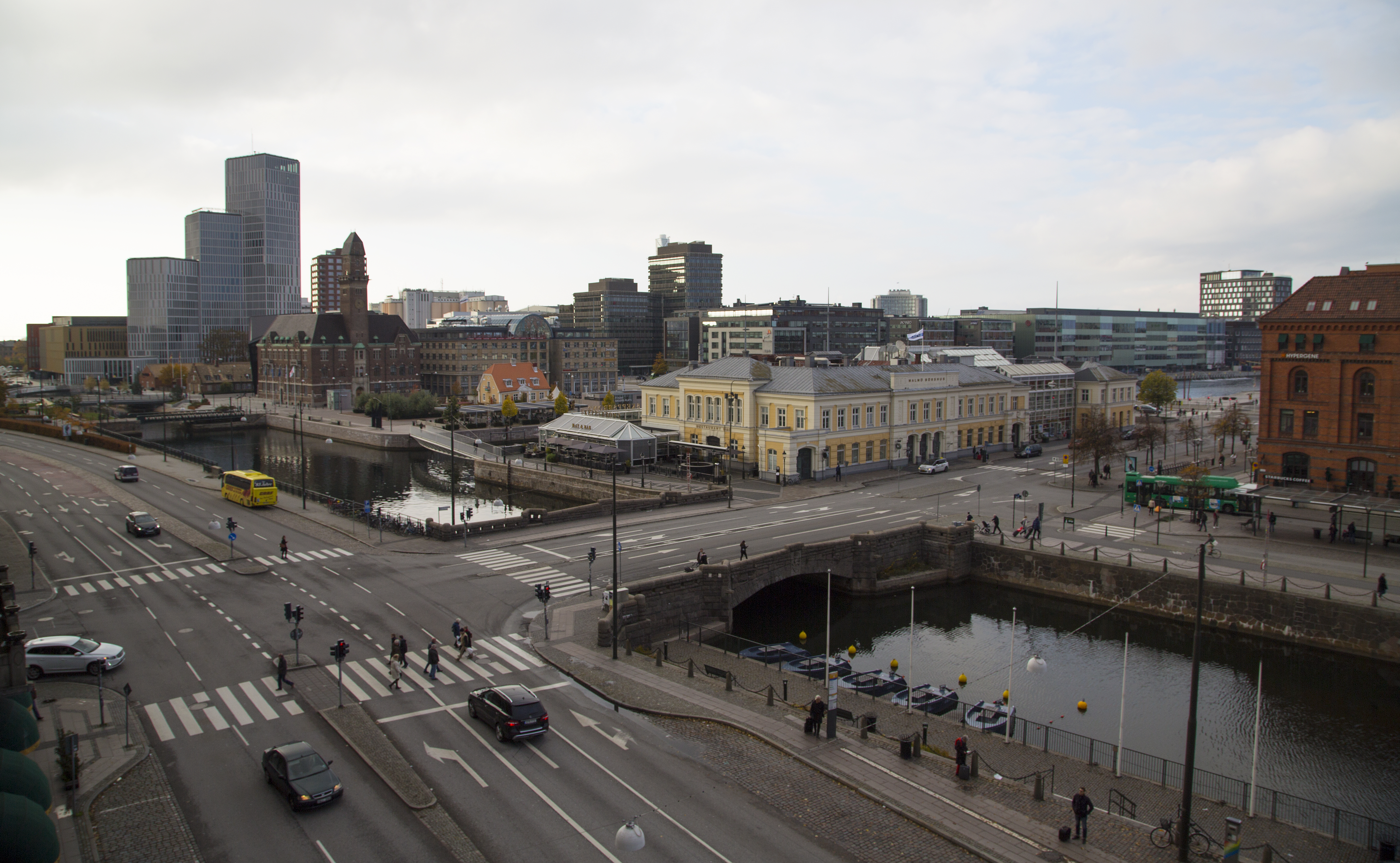
Parte central da cidade de Malmö
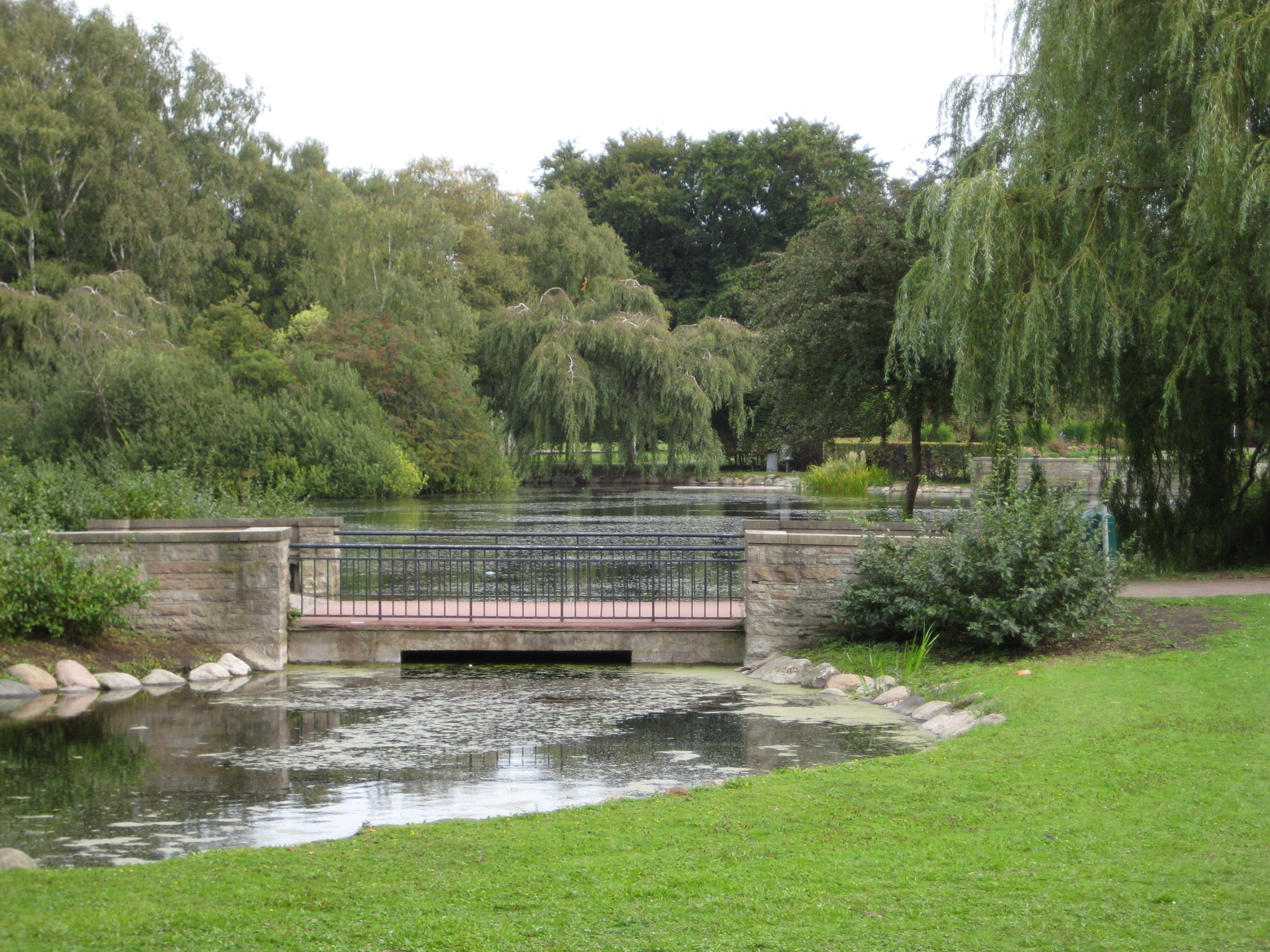
O parque citadino Pildammsparken